# Tipula dobrotworskyana
Tipula dobrotworskyana är en tvåvingeart som beskrevs av Alexander 1968. Tipula dobrotworskyana ingår i släktet Tipula och familjen storharkrankar. Inga underarter finns listade i Catalogue of Life.